# خضاري مونبلييه
خضاري مونبلييه (بالإنجليزية: Montpellier Snake)‏ (باللاتينية: Malpolon monspessulanus) .